# Bridge over Troubled Water (álbum)
Bridge over Troubled Water é o quinto e último álbum de estúdio da dupla de folk rock americana Simon & Garfunkel, lançado em janeiro de 1970 na Columbia Records. Na sequência da trilha sonora da dupla para The Graduate, Art Garfunkel assumiu um papel interino no filme Catch-22, enquanto Paul Simon trabalhava nas músicas, escrevendo todas as faixas, exceto "Bye Bye Love" de Felice e Boudleaux Bryant (sucesso dos Everly Brothers). Este álbum está na lista dos 200 álbuns definitivos no Rock and Roll Hall of Fame.
Com a ajuda do produtor Roy Halee, o álbum seguiu um padrão musical similar ao de Bookends, abandonando em parte seu estilo tradicional em favor de um som mais criativo, combinando rock, R&B, gospel, jazz, world music, pop e outros gêneros. Depois de filmar Catch-22, Garfunkel voltou e a dupla gravou cerca de 14 faixas, no qual três não foram apresentadas no álbum. A inclusão de uma 12ª faixa foi muito tempo discutida, mas finalmente decidiu-se 11 músicas. Foi descrito como "o registro mais fácil e mais ambicioso de ambos". 
| Críticas profissionais                                                      | Críticas profissionais |
| Avaliações da crítica                                                       | Avaliações da crítica  |
| Fonte                                                                       | Avaliação              |
| --------------------------------------------------------------------------- | ---------------------- |
| allmusic                                                                    | [ 2 ]                  |
| Pitchfork Media                                                             | (9.4/10)               |
| Robert Christgau                                                            | (B)                    |
| Rolling Stone                                                               | [ 5 ]                  |
| Esta tabela precisa de ser acompanhada por texto em prosa. Consulte o guia. |                        |

## Faixas
1. "Bridge over Troubled Water" –4:52
2. "El Condor Pasa (If I Could)" –3:06
3. "Cecilia" –2:54
4. "Keep the Customer Satisfied" –2:33
5. "So Long, Frank Lloyd Wright" –3:47
6. "The Boxer" –5:08
7. "Baby Driver" –3:14
8. "The Only Living Boy in New York" –3:58
9. "Why Don't You Write Me" –2:45
10. "Bye Bye, Love" –2:55 (ao vivo de Ames, Iowa)
11. "Song for the Asking" –1:49